# Алексеевка (Тюхтетский район)
Алексеевка — деревня в Тюхтетском районе Красноярского края России. Входит в состав Новомитропольского сельсовета. Находится на левом берегу реки Тюхтет, примерно в 7 км к востоку-юго-востоку (ESE) от районного центра, села Тюхтет, на высоте 192 метров над уровнем моря.

## Население
| 2010 |
| ---- |
| 3    |

По данным Всероссийской переписи, в 2010 году численность населения деревни составляла 3 человека (1 мужчина и 2 женщины).